# Caligo agesilaus
Caligo agesilaus är en fjärilsart som beskrevs av Herbert Druce 1902 utifrån ett specimen insamlat i Ecuador. Caligo agesilaus ingår i släktet Caligo och familjen praktfjärilar. Inga underarter finns listade i Catalogue of Life.